# Into the Unknown (Bad Religion)
Into the Unknown är Bad Religions andra album, utgivet 1983.
På Into the Unknown lät bandet en synthesizer stå i centrum för musiken och det låter helt olikt det råa punksoundet på debuten, mer lutande åt progressiv rock. Albumet trycktes upp i 10 000 exemplar, varav ett stort antal drogs tillbaka eftersom det inte gillades av fansen. Skivan har heller aldrig återpressats på cd, vilket innebär att den idag kommit att bli ett eftertraktat samlarobjekt.
Trummisen Pete Finestone och basisten Jay Bentley lämnade bandet tidigt under inspelningarna och ersattes av Davy Goldman respektive Paul Dedona. Båda återkom dock senare till bandet.

## Låtlista
1. "It's Only Over When..." (Greg Graffin) - 3:41
2. "Chasing the Wild Goose" (Brett Gurewitz) - 2:50
3. "Billy Gnosis" (Brett Gurewitz) - 3:31
4. "Time and Disregard" (Greg Graffin) - 7:10
5. "The Dichotomy" (Brett Gurewitz) - 4:55
6. "Million Days" (Greg Graffin) - 3:49
7. "Losing Generation" (Greg Graffin) - 3:36
8. "...You Give Up" (Greg Graffin) - 3:02

## Medverkande
- Greg Graffin - sång, synthesizer, piano, akustisk gitarr
- Brett Gurewitz - elgitarr, akustisk gitarr, sång
- Paul Dedona - elbas
- Davy Goldman - trummor